# ジェニファー・クリッテンデン
ジェニファー・クリッテンデン（Jennifer Crittenden、1969年8月29日 - ）は、アメリカ合衆国の脚本家。

## 作品
- 運命の元カレ